# Saldanha Marinho
Saldanha Marinho is een gemeente in de Braziliaanse deelstaat Rio Grande do Sul. De gemeente telt 3.019 inwoners (schatting 2009).

## Naam
Ze is vernoemd naar politicus Joaquim Saldanha Marinho.

## Aangrenzende gemeenten
De gemeente grenst aan Carazinho, Colorado, Ibirubá en Santa Bárbara do Sul.